# Шкроб, Александр Павлович
Шкроб Александр Павлович (1 мая 1929, Андреевка, Суражская волость, Клинцовский уезд, Брянская губерния, РСФСР, СССР— 15 мая 1992, Брянск, Российская Федерация) — советский, российский детский писатель, поэт, прозаик, журналист, краевед, учитель.

## Биография
Родился 1 мая 1929 г. в д. Андреевка (ныне Суражского района Брянской области).
Его отец Павел Малахович, бывший лейб-гусар Гродненского полка, вынужден был уехать в начале 30-х годов в город Нижнеудинск Иркутской области.
Двенадцатилетним подростком встретил войну в Кричевском районе Могилевской области. Впечатления от пережитого в оккупации легли в основу повестей писателя на партизанскую тему. Семья Шкроба пережила немецкую оккупацию, что впоследствии сильно повлияло на тематику творчества писателя. После войны окончил Новозыбковский педагогический институт и работал преподавателем в одной из школ города Брянска, вел литературный кружок «Литература и жизнь», работал в школах и профтехучилищах Брянской области, редакциях газет, был журналистом. 
Александр Павлович собирал материалы об участии детей Брянщины в партизанском движении. В Дятьковском районе писателю рассказали о партизане Иване Хандешине. И в 1964 году вышла повесть «Сын партизанский».
Главный герой повести - пятиклассник Ваня Хандешин, бежавший вместе с братом из фашистского концлагеря. Несколько дней бродили братья по лесу, питаясь лишь сырыми грибами и орехами, пока их не встретили партизаны. Ваня хотел стать настоящим разведчиком, даже оружие сумел взять у врага.
Много раз он рисковал собственной жизнью, добывая ценные сведения о противнике. Но со своего последнего задания Ваня не вернулся...
В свободное время возил своих учеников на экскурсии по живописным местам Брянского края, а также приезжал с выступлениями в различные школы, детские дома, поддерживал сирот.
Тесная дружба на протяжении ряда лет связывала Александра Павловича с коллективом Негинского детского дома Суземского района. В конце 80-х вел факультатив «Литература и жизнь» в Брянска.
член Союза журналистов СССР
Умер Шкроб Александр Павлович 15 мая 1992 г.

## Произведения
- Два подарка (1958) сборник стихов и басен в
- издательстве "Брянский рабочий"
- Брянская старина (1961) повесть, в издательстве "Брянский рабочий" (в соавторстве с В.К. Соколовым)
- Сын партизанский (1964) повесть
- Тайна чёрной пустоши (1967) повесть
- Еланька (1969) повесть
- Лешкина пасека (1974) повесть
- Тополиные листья (1979) повесть о Жене Барсукове (1928 — 1942),  герое-пионере, партизану Великой Отечественной войны.
- Круглое озеро (1979) повесть